# Joseph van Volden de Lombeke
Joseph-Marie-Hyacinthe-Ghislain van Volden de Lombeke (Brussel, 23 april 1761 - 26 januari 1836) was een politicus in het Verenigd Koninkrijk der Nederlanden en in het latere België, lid van het Belgisch Nationaal Congres.

## Levensloop
De oorspronkelijk Brugse familie Van Volden was via ambten in Gent, in Brussel en Mechelen terechtgekomen. Grootvader Van Volden, Pierre-Primitive van Volden (1682-1738), baron van Lombeke, werd voorzitter van de Grote Raad van Mechelen en lid van de Raad van State. Een oom, Jean-Pierre van Volden, werd eerste schepen van de keure in Gent en voorzitter van de Raad van Vlaanderen, lid van de Geheime Raad en voorzitter van de Staten van Henegouwen. Een andere oom werd kanunnik van Sint-Donaas in Brugge en van Sint-Goedele in Brussel. De vader van Joseph van Volden was Jean-Joseph van Volden de Santberg (1730-1796), heer van Strijthem en zijn moeder was burggravin Marie de Beughem (1740-1822). Zelf bleef Joseph van Volden ongehuwd, terwijl zijn vier broers voortreffelijke huwelijken aangingen.
Hij werd in 1779 ingeschreven aan de universiteit van Leuven, maar het is niet bekend wat hij studeerde en of hij wel afstudeerde.
Tijdens de revolutiejaren dook hij nergens op maar uit latere gegevens bleek duidelijk dat hij het Oostenrijks-Nederlandse bestuur verkoos. Bij de tweede Franse inval in 1794 emigreerde hij naar het Heilig Roomse Rijk en kwam in 1795 terug, net op tijd om te vermijden dat de familiegoederen verbeurdverklaard zouden worden. Op de lijst van de Oostenrijksgezinde Société littéraire, bijgenaamd Société du Tabagie, die werd opgedoekt, stond van Volden vermeld als ex-noble, revenu d'Outre Rhin, détestant cordialement la République et les républicains (voormalige adel, teruggekeerd van over de Rijn, met een felle afschuw voor de Republiek en de republikeinen).
Gedurende de hele Franse tijd aanvaardde van Volden geen functie, tenzij die van burgemeester van Strijtem, wat hij ongetwijfeld als een voortzetting zag van het ancien-régime-ambt van 'heer van Strijthem'. Hij behoorde in die tijd tot de honderd meest belaste inwoners van Brussel. In september 1808 droeg de prefect hem voor als gemeenteraadslid en werd hij door de keizer benoemd, maar hij weigerde.
Toen het Verenigd Koninkrijk der Nederlanden tot stand kwam was hij, als grootgrondbezitter, een van de kiezers. Hij stemde tegen de grondwet die hij te liberaal vond. Hij aanvaardde wel in 1816 zijn bevestiging in de adelstand en bleef burgemeester van Strijtem. In 1824 werd hij door de kiezers tot gemeenteraadslid van Brussel verkozen en ditmaal aanvaardde hij. Vanaf 1828 behoorde hij tot de oppositie tegen de regering. Hij werd verkozen in de Provinciale Staten van Zuid-Brabant en werd er initiatiefnemer voor het sturen van petities naar de koning. Ook in de gemeenteraad trad hij op als opposant.

## België
Zijn oppositie belette niet dat Van Volden de grenzen van de legaliteit niet wilde overschrijden en niet gewonnen was voor een scheuring. Als kolonel van de Brusselse Burgerwacht was hij voorstander van het handhaven van de orde. Toen het Nationaal Congres verkozen werd, was van Volden met een paar anderen als plaatsvervangend lid verkozen. Op 20 november werd hij al effectief lid, omdat effectief verkozenen de zetel niet aanvaardden. 
Hij was een van de 27 congresleden die tegen de uitsluiting van de Nassaus stemden en hierdoor kreeg hij (ten onrechte) het etiket 'orangist' opgeplakt. In alle overige aangelegenheden nam Van Volden een conservatieve houding aan. Toen de eerste verkiezing voor een staatshoofd op 3 februari 1831 plaatsvond stemde hij voor aartshertog Karel van Oostenrijk-Teschen, in de hoop dat dit de Oostenrijkse tijd zou terugbrengen. Toen dit niet lukte stemde hij met de overgrote meerderheid voor Surlet de Chokier als regent. Hij stemde ook voor Leopold van Saksen-Coburg en aanvaardde het Verdrag der XVIII Artikelen. 
Van Volden was trouw aanwezig op de zittingen van het Congres maar nam nooit het woord. Hij behoorde tot de groep van de conservatieve katholieken. Na 1831 verliet hij de nationale politiek en bleef alleen nog Brussels gemeenteraadslid tot aan zijn dood.   
Hij was grootgrondbezitter, en het beheer van zijn eigendommen vertegenwoordigde een volle dagtaak. Bij zijn dood liet hij activa na voor meer dan een half miljoen franken. Onder zijn eigendommen bevond zich het kasteel van Strijtem, dat hij wellicht tijdens de zomer bewoonde.
Hij was in 1786 lid (of misschien was het zijn vader) van de loge L'Union in Brussel.

## Gustave van Volden
Een van de broers van Joseph van Volden was Pierre van Volden (1766-1808), die trouwde met Pauline d'Hannosset (1783-1855). Het echtpaar had een zoon, Gustave Emmanuel Joseph van Volden (Brussel, 26 januari 1804 - 31 juli 1860). Hij was provinciaal inspecteur van de paardenfokkerij. Enkele maanden voor zijn dood werd hij erkend in de erfelijke adel, met de titel baron overdraagbaar bij eerstgeboorte. Hij bleef echter vrijgezel en zijn dood betekende het definitieve einde van de (adellijke) familie van Volden.